# Belagerung von Kehl (1703)
Die Belagerung von Kehl vom 20. Februar bis zum 10. März 1703 ist ein Ereignis aus dem Spanischen Erbfolgekrieg.

## Ablauf
Die Franzosen waren in diesem Jahr am Oberrhein wie am Niederrhein und in den Niederlanden nicht säumig gewesen. Marschall Villars, dem Ludwig XIV. die Deutschlandearmee anvertraut hatte, hatte nicht auf das Ende des Winters gewartet, um zu handeln. Er holte seine Truppen Anfang Februar aus den Quartieren, obwohl kaum höhere Offiziere anwesend waren, und führte sie vom 12. bis 14. Februar über die Brücken von Hüningen und Neuburg über den Rhein. Der Feind glaubte, er wolle die Pässe des Schwarzwalds überqueren, und richtete die ganze Aufmerksamkeit darauf; aber statt in das Gebirge einzudringen, zog er unter den Kanonen von Breisach hindurch und den Rhein entlang, überquerte die Kinzig, eroberte die kleinen Orte an den beiden Flüssen, die der Gegner in Unordnung räumte. Der Markgraf von Baden war nahe daran, in der Festung Kehl eingeschlossen zu werden, und hatte nur noch Zeit, Bühl zu erreichen, wo er mit Mühe seine zerschlagene Armee wieder zusammenstellte. Kehl, in das 3500 Mann geworfen worden waren, wurde ab dem 20. Februar belagert. Villars, der die Unzulänglichkeiten seiner Artillerie durch die Geschütze ausglich, die er aus den Depots des Feindes eingesammelt hatte, führte die Belagerung in einer Art durch, die sich über alle Regeln hinwegsetzte: Mit überstürzten, aber glücklich verlaufenden Angriffen wurden die Vorwerke von Kehl erobert, und die Festung ergab sich am 10. März.
Der Feldzug begann vielversprechend: Der Kurfürst von Bayern hatte seine Operationen im Winter nicht unterbrochen und am 2. Februar Neuburg an der Donau eingenommen. Villars hielt es jedoch nicht für angebracht, einen sofortigen Anschluss zu versuchen: Er nahm sich einige Wochen Zeit, um sich auszuruhen und seine erschöpften, schlecht bewaffneten und schlecht versorgten Truppen neu zu organisieren und auf die Schneeschmelze zu warten.
Villars setzte sich Anfang April erneut in Bewegung und überließ Tallard, dem Kommandanten des Armeekorps, das am Rhein bleiben sollte, die Aufgabe, den badischen Prinzen in Schach zu halten. Er selbst wandte sich rasch dem Gebirge zu, nahm die Stellungen ein, die die Feinde am oberen Ende des Kinzigtals aufrechterhalten hatten, überquerte die Kämme, die das Becken des Rheins von dem des Oberlaufs der Donau trennen, und stieg bei Tuttlingen in das Donautal hinab (8. Mai). Bei Ehingen kam es zu dem vorgesehenen Zusammenschluss der Verbände.